# Xã Calvey, Quận Franklin, Missouri
Xã Calvey (tiếng Anh: Calvey Township) là một xã thuộc quận Franklin, tiểu bang Missouri, Hoa Kỳ. Năm 2010, dân số của xã này là 5.362 người.